# Pandemia de COVID-19 en Tonga
La pandemia de COVID-19 en Tonga es parte de la pandemia de COVID-19 provocada por el coronavirus SARS-CoV-2. El primer caso fue diagnosticado el 29 de octubre de 2021 en la isla de Tongatapu, con la llegada de una persona infectada y vacunada —el sexo no fue revelado—  procedente de Christchurch, Nueva Zelanda, en un vuelo de repatriación con 215 pasajeros.

## Antecedentes
Teniendo como antecedentes los brotes epidémicos en China y Europa, el 3 de febrero el Gobierno tongano implementó algunas medidas para los viajeros, como completar un formulario de "declaración de salud" al llegar, y la obligación de cuarentena a quienes hubieran transitado por China. Tras la declaración de pandemia por parte de la Organización Mundial de la Salud, las autoridades tonganas comenzaron a aplicar restricciones a los viajeros, como una estricta cuarentena al llegar. El 22 de marzo de 2020 se decretó el cierre total de las fronteras a vuelos y cruceros, siendo declarado el estado de emergencia sanitaria (que fue prolongado en los siguientes meses).
Cinco días después, el 27 de marzo, el primer ministro Pōhiva Tu'i'onetoa anunció un confinamiento de siete días —desde el 29 de marzo hasta el 5 de abril—. Durante ese tiempo, los toques de queda nocturnos estuvieron vigentes entre las 20ː00 y las 06ː00, y se prohibieron las grandes reuniones en las instalaciones públicas, mientras que las ceremonias funerarias se limitaron a un total de 10 personas en el interior y 20 personas al aire libre, con un oficial autorizado presente. El confinamiento fue extendido hasta el 12 de abril.

## Cronología

### 2021
El día 29 de octubre, el primer ministro Pōhiva Tu'i'onetoa y la ministra de salud ʻAmelia Afuhaʻamango Tuʻipulotu confirmaron en una conferencia de prensa el primer caso de COVID-19 en el país. Se trataba de una persona que retornaba desde Christchurch, que había resultado negativo antes de tomar el vuelo y estaba vacunada, además de que era asintomática. El Jefe del Gobierno anunció un inminente confinamiento en Tongatapu, e instó a las personas de la isla a utilizar el fin de semana para prepararse. El 1 de noviembre los vuelos domésticos fueron cancelados, y el primer ministro anunció un confinamiento de siete días en Tongatapu, comenzando a las 00ː00 del día 2. El 5 de noviembre, el director ejecutivo del Ministerio de Salud, Siale ʻAkau’ola, informó que el paciente cero había resultado un "positivo débil" en una tercera prueba.
Con el fin de la semana de confinamiento, el día 8 el gobierno anunció que la medida del toque de queda seguiría en vigor entre la medianoche y las 05ː00. Asimismo, 124 personas fueron arrestadas por violar las restricciones según la Policía tongana.

### 2022
Los intentos de las autoridades de mantener al país libre de COVID causaron complicaciones a la ayuda internacional luego de la erupción del volcán Hunga Tonga de 2022. El 25 de enero, un vuelo de ayuda australiano tuvo que regresar a la base después de detectar un caso en pleno vuelo, mientras que el HMAS Adelaide hizo planes para permanecer en el mar después de que 23 miembros de su tripulación dieron positivo por COVID-19. El 1 de febrero, el primer ministro Siaosi Sovaleni, y el ministro de Salud, el Dr. Saia Piukala, confirmaron que se habían detectado dos casos positivos en trabajadores de la energía en el puerto de Nukualofa. Los dos trabajadores y sus respectivas familias fueron aisladas en una base militar, mientras que el gobierno anunciaba un confinamiento desde las 18ː00 del día 2. El 2 de febrero se confirmó que la esposa de un trabajador portuario, una mujer de 29 años, así como sus hijos de cuatro y tres años resultaron positivo para COVID-19.
El 3 de febrero se confirmó que las pruebas de 389 personas, entre miembros del personal del puerto y contactos, resultaron negativas. El día 4, tras la confirmación de un nuevo caso positivo, el gobierno anunció la prolongación del confinamiento por otras 48 horas, siendo extendido hasta el 6 de febrero. El 6 de febrero se detectaron dos casos nuevos de la enfermedad, por lo que el confinamiento fue extendido por 14 días para Tongatapu y Vava'u, mientras que en 'Eua, Ha'apai y Niuas fue levantado.
El 8 de febrero se confirmaron seis casos nuevos, de los cuales dos fueron de Pili, y cuatro de Vaini, ambas zonas de la isla de Tongatapu. Las autoridades establecieron puntos de control en áreas estratégicas para realizar pruebas a los residentes, y se comenzó a aplicar la exigencia prueba rápida de antígenos para salir de las áreas más afectadas, así como un confinamiento de 48 horas tanto en Pili como en Vaini. El 9 de febrero se confirmaron 20 nuevos casos, de los cuales 8 fueron de Sopu, 7 de Vaini, 4 de Pili, y 1 de Fasi. El primer ministro, Siaosi Sovaleni anunció un subsidio a Tonga Power Ltd. de T$100 para todos los medidores de electricidad residenciales registrados en Tongatapu y Vava'u.
El 10 de febrero se registró un récord de nuevos casos, al confirmarse 31. A las zonas afectadas se sumaron Tu'anuku en Vava'u, y Mataika y Kolomotu'a en Nukualofa. El titular de la cartera de salud, Saia Piukala confirmó la presencia de la variante ómicron en el país, después de recibir la confirmación de cinco pruebas que habían sido enviadas a Australia para su análisis. El día 11 se registraron 44 nuevos casos.
El 14 de febrero se anunciaron 31 casos nuevos, subiendo el número de casos activos a 139, de los cuales 133 son de Tongatapu y 6 en Vava'u. Las autoridades anunciaron que se registraron 5 casos en la prisión de Hu'atolitoli. El jueves 17, se anunció que en el país había 195 casos activos; entre los nuevos casos se encontraban funcionarios y reclusos de la prisión de Hu'atolitoli y 25 personas repatriadas. Asimismo, se comunicó que 7 pacientes se habían recuperado.
El sábado 19 de febrero el gobierno anunció un relajamiento de las restricciones, lo cual significó que tiendas minoristas y otros negocios pudieron abrir entre las 06:00 y las 18ː00, así como locales gastronómicos que sirvan únicamente comida para llevar. Ese día se confirmaron 24 nuevos casos de COVID-19; de los cuales uno era de la prisión de Hu'atolitoli, y el resto de la comunidad.
El 25 de febrero, Sovaleni informó que se habían registrado 69 nuevos casos de COVID-19 desde el anterior informe del día 23; siendo 42 de la prisión de Hu'atolitoli, 1 de Vava'u y 25 de Tongatapu. La Oficina del Primer Ministro declaró 356 casos confirmados, y 178 casos activos; y anunció la reducción del toque de queda nocturno a las 05ː00, y el retorno a las clases presenciales en instituciones de educación terciaria.
Entre el 3 y el 4 de marzo se registraron 70 nuevos casos; el gobierno anunció que se permitiría la apertura de licorerías, así como la práctica de deportes al aire libre.
El viernes 11 el gobierno anunció que el miércoles 16 se retomarían las clases presenciales para los alumnos de sixth form. Según el protocolo de las autoridades sanitarias solo docentes vacunados con dos dosis podrían dictar clases. Asimismo, se anunció, que después de mantener conversaciones con todas las partes interesadas, el gobierno decidió llevarían a cabo los exámenes de form 5 debido al cierre de las aulas.
El 12 de marzo, el primer ministro confirmó que se encontraba en aislamiento después de resultar positivo a una prueba de COVID-19. Días después se confirmó que el ministro de Asuntos Internos Sione Saulala, la ministra de Asuntos Exteriores, Fekitamoeloa ʻUtoikamanu y el titular de la cartera de Justicia y Prisiones Samiu Vaipulu, también habían resultado positivo.
El 17 de marzo se confirmaron las muertes de dos personas con patologías previas. Un día después, el director ejecutivo del Ministerio de Salud, Siale 'Akau'ola confirmó la muerte de una mujer de 88 años que no se encontraba vacunada; elevando la cifra de fallecidos a 5. El 18 de marzo se anunció la imposición de un confinamiento estricto de una semana debido a un nuevo récord de casos nuevos, al confirmarse 258; gasolineras, instituciones educativas, y comercios de todo tipo se vieron obligados a cerrar. El día 22 se registraron 300 nuevos casos, lo que constituyó un nuevo récord.
El 24 de marzo se confirmó la presencia del virus en Ha'apai, con 29 casos positivos confirmados de las 126 personas que habían sido viajaron desde Nukualofa la semana anterior, después de haber sido evacuados en enero tras la erupción del Hunga Tonga. El lunes 4 de abril las instituciones educativas y oficinas públicas fueron cerradas, tras detectarse transmisión comunitaria del virus. Un día más tarde, el 5 de abril la isla comenzó un confinamiento, con las mismas restricciones que Tongatapu y Vava'u, solo siendo posible salir del hogar para acceder a asistencia médica, a vacunación contra el COVID-19, a instituciones financieras y para comprar o suministrar bienes esenciales.
El 6 de abril, Sovaleni anunció la relajación de las restricciones en Tongatapu y Vava'u gracias a la disminución de casos.

## Vacunación
El 31 de marzo de 2021, Tonga recibió un lote de 24 000 dosis de la vacuna de Oxford-AstraZeneca contra el COVID-19 de COVAX, convirtiéndose en el tercer país de las islas del Pacífico en recibir vacunas contra el COVID-19 mediante esta iniciativa. La campaña de inoculación inició el 15 de abril de 2021 en Tongatapu —la isla con mayor población—, siendo los trabajadores de primera línea los primeros en recibir la dosis. El 1 de septiembre comenzó la inoculación en las islas de Ha'apai, con parte de un lote de Oxford-AstraZeneca financiado por el Gobierno de Japón y COVAX.
Al 10 de septiembre, 27 458 personas tenían el esquema de vacunación completo, lo que representa el 43% de la población elegible, es decir, mayor a 18 años.
El 28 de septiembre comenzó la inoculación en la isla de Niuas, la más lejana. El 21 de octubre el país recibió 31 600 dosis de la vacuna de Pfizer-BioNTech de Nueva Zelanda como donación; ese mismo día comenzó la vacunación de mujeres embarazadas y adolescentes entre 12 y 17 años.
A la fecha del 26 se octubre de 2021, el 51% (53 432 personas) contaban con una dosis, mientras que el 35,1% (37 178 personas) tenían la segunda.
Tras la confirmación del primer caso de COVID-19 en el país, se registró un aumento de agendados para ser inoculados, así como una gran presencia de personas en los principales centros de vacunación.